# Cremenaga
Cremenaga är en ort och kommun i provinsen Varese i regionen Lombardiet i Italien. Kommunen hade 813 invånare (2018).